# 1716
1716. је била проста година.

## Рођења

### Август
- 26. децембар — Томас Греј, енглески песник (*1771)

## Смрти

### Август
- 14. новембар — Готфрид Вилхелм Лајбниц, немачки филозоф, математичар, проналазач, правник, историчар, дипломата и политички саветник (*1. јул 1646)